# Kazimierz Niziński
Kazimierz Ludwik Niziński (ur. 26 lutego 1894 w Stanisławowie, zm. 30 kwietnia 1937 we Lwowie) – major artylerii Wojska Polskiego.

## Życiorys
Urodził się 26 lutego 1894 w Stanisławowie. W 1914 wstąpił do Legionów Polskich. Początkowo służył w szeregach 1 Pułku Piechoty, a następnie 1 Pułku Artylerii. W czasie służby awansował na kaprala . 3 kwietnia 1917 został wykazany we wniosku Komendy 1 Pułku Artylerii o odznaczenie austriackim Krzyżem Wojskowym Karola . Latem 1917, po kryzysie przysięgowym, został wcielony do cesarskiej i królewskiej Armii, w szeregach której awansował na chorążego.
Do Wojska Polskiego zgłosił się w Tarnowie, a 17 grudnia 1918 wstąpił do lwowskiego pułku artylerii. Został awansowany do stopnia porucznika artylerii ze starszeństwem z 1 czerwca 1919, a następnie do stopnia kapitana w artylerii ze starszeństwem z 15 sierpnia 1924. W latach 20. pozostawał oficerem 5 Pułku Artylerii Polowej, stacjonującego w garnizonie Lwów. W 1928 był dowódcą 5 baterii pułku. W 1932 był oficerem Szkoły Podchorążych Rezerwy Artylerii we Włodzimierzu Wołyńskim. 12 marca 1933 został mianowany majorem ze starszeństwem z 1 stycznia 1933 i 11. lokatą w korpusie oficerów artylerii. We wrześniu tego roku został przesunięty w Szkole Podchorążych Rezerwy Artylerii na stanowisko dowódcy III dywizjonu. W lipcu 1935 został przeniesiony do 5 Pułku Artylerii Lekkiej na stanowisko dowódcy dywizjonu.
Zmarł 30 kwietnia 1937 w 6 Szpitalu Okręgowym we Lwowie. Pochowany na Cmentarzu Łyczakowskim (kwatera 49-4).

## Ordery i odznaczenia
- Krzyż Niepodległości (6 czerwca 1931)[19][7]
- Srebrny Krzyż Zasługi (10 listopada 1928)[20][7]